# Der große freundliche Riese
Der große freundliche Riese (Alternativtitel: Sophie und der große freundliche Riese; Originaltitel: The BFG) ist ein britischer Zeichentrick-Fernsehfilm aus dem Jahr 1989 und basiert auf dem Roman Sophiechen und der Riese von Roald Dahl. Regie führte Brian Cosgrove, das Drehbuch schrieb John Hambley.

## Handlung
Um Mitternacht im Waisenhaus wacht die kleine Sophiechen auf und möchte erfahren, was während der Geisterstunde passiert. Vom Fenster aus sieht sie eine große schwarze Gestalt, die um die Häuser zieht und merkwürdige Dinge bei den Fenstern der anderen Häuser treibt. Die schwarze Gestalt bemerkt Sophiechen, streckt ihre große Hand ins Zimmer und entführt das kleine Mädchen.
Am nächsten Morgen befindet sich Sophiechen in einer riesigen Höhle mit entsprechend großen Regalen, Gläsern und Stühlen. Es zeigt sich ein Riese mit großen Segelohren. Zunächst glaubt Sophie, dass der Riese sie fressen möchte, doch der Riese zeigt sich ihr als sehr freundlich. Der Riese nennt sich der Grofreuri (Großer freundlicher Riese) und hat sie nur entführt, weil sie ihn beobachtet hatte. Riesen sollen nicht gesehen werden, weil die Menschen sie jagen und töten könnten.
Sophiechen erzählt ihm, dass er sie aus einem Waisenhaus entführt hat, und dass sie froh darüber ist. Daraufhin freunden sich der Grofreuri  und Sophiechen an. Doch im Riesenland befinden sich noch neun andere Riesen, die keine freundlichen Absichten hegen. Sie sind noch größer als Grofreuri, hässlich und leidenschaftliche Menschenfresser. Sie ziehen um die Welt, um in den Nächten Menschen aus ihren Häusern zu zerren und sie anschließend zu fressen. Sie verachten Grofreuri, weil er keine Menschen frisst und freundlich ist. Grofreuri  ernährt sich von sogenannten Rotzrüben und Blubberwasser, damit er lustige Furzelbäume (Flatulenz) machen kann. Er erklärt Sophie, dass sich in den Einmachgläsern Träume befinden, die er aus dem Traumland eingekäschert hatte und er zieht nachts in die Städte, gießt die Träume in die Trompete, bläst sie in die Häuser und beschert so den schlafenden Menschen schöne Träume.
Sophiechen will Grofreuri  dazu bringen etwas gegen die bösen Riesen zu unternehmen. Mit Hilfe der Königin von England können sie schließlich alle Riesen aufhalten.
Die Königin bietet Sophie an, von nun an in ihrem Palast zu wohnen. Die kleine Sophie entscheidet sich jedoch, bei ihrem Freund Grofreuri zu bleiben und reist mit ihm zurück ins Riesenland.

## Rezeption

### Kritiken
Der große freundliche Riese erreicht bei der IMDb einen Wert von 6,7 bei über 4.600 Bewertungen. Bei Rotten Tomatoes sind keine Kritiken hinterlegt, der Film erzielt bei den Zuschauern jedoch einen Wert von 6,5. (Stand Juli 2016)

### Auszeichnungen
Der Film war 1990 für den British Academy Television Award in der Kategorie Bestes Kinderprogramm nominiert.

## Synchronisation
Die Dialogregie für die deutsche Synchronfassung übernahm Marika von Radvanyi. Die Synchronfassung wurde 1993 im Auftrag des Bayerischen Rundfunks angefertigt.
| Rolle               | Originalsprecher | Deutscher Synchronsprecher |
| ------------------- | ---------------- | -------------------------- |
| Grofreuri           | David Jason      | Hans Wyprächtiger          |
| Sophie              | Amanda Root      | Anne Jansen                |
| Königin von England | Angela Thorne    | Uschi Wolff                |
| Mary                | Mollie Sudgen    | Gisela Matt                |
| Heeresleiter        | Ballard Berkeley | Herbert Weicker            |
| Luftwaffenleiter    | Michael Knowles  | Gerd Wiedenhofen           |
| Sergeant            | Don Henderson    | Holger Schwiers            |
| Mr. Tibbs           | Frank Thornton   |                            |
| Mrs. Clonkers       | Myfanwy Talog    | Inge Schulz                |

## Trivia
- Seine Erstaufführung in Deutschland hatte Der große freundliche Riese erst am 1. Januar 1994 im ersten deutschen Fernsehen.[1]
- Die Filmübersetzung unterscheidet sich an manchen Stellen von der Übersetzung, welche in der Geschichte von Roald Dahl verwendet wurde. So wird im Buch beispielsweise Grofreuri schlicht GuRie genannt (guter Riese) oder die Rotzrüben sind Kotzgurken.
- Im Jahr 2016 verfilmte Steven Spielberg die Geschichte von Roald Dahl im Spielfilm BFG – Big Friendly Giant neu.